# Beachhandball-Europameisterschaften 2019/Männer/Kader
Dies ist eine Unterseite zum Artikel Beachhandball-Europameisterschaften 2019, die entsprechende Seite für Frauen findet sich unter Beachhandball-Europameisterschaften 2019/Frauen/Kader, für Junioren unter Beachhandball-Junioreneuropameisterschaften 2019/Junioren/Kader.
Die Spalte Handball-Verein listet den „regulären“ Handball-Verein, die Spalte Beachhandball-Verein die Vereine, in denen Spieler zusätzlich als Beachhandball-Spieler aktiv sind, so sich dieser Verein vom Hallenhandball-Verein unterscheidet.

## Dänemark
| Nummer | Name                       | Geburts- datum     | Position | Handball-Verein  | Beachhandball- Verein | Spiele | Punkte | Zeitstr. | Platzv. |
| ------ | -------------------------- | ------------------ | -------- | ---------------- | --------------------- | ------ | ------ | -------- | ------- |
| 6      | Nikolai Aleksandrovietz*   | 22. Juni 2000      |          | Gudme HK         |                       | 0–     | 00–    | –        | –       |
| 10     | Joachim Trend Hansen       | 28. September 1992 |          | HEI              |                       | 10     | 092    | 3        | –       |
| 7      | Martin Vilstrup Andersen   | 5. Juni 1989       |          | TSØ              |                       | 10     | 120    | –        | –       |
| 11     | Frederik Bech Jensen       | 25. Juli 2000      |          | Aalborg Håndbold |                       | 10     | 012    | –        | –       |
| 8      | Ronnie Vilstrup Andersen   | 22. März 1985      |          | FIF              |                       | 10     | 00–    | 6 (2)    | –       |
| 1      | Simon Sejr Jensen          | 29. Juni 1996      | Torhüter | LUGI HF          |                       | 10     | 012    | –        | –       |
| 12     | Martin Nørlund Christensen | 8. Dezember 1988   | Torhüter | HEI              |                       | 10     | 00–    | –        | –       |
| 13     | Nikolaj Mogensen*          | 18. Oktober 1992   | Torhüter | HEI              |                       | 0–     | 00–    | –        | –       |
| 2      | Jonas Ejstrup Corneliussen | 12. März 1990      |          | TSØ              |                       | 10     | 098    | 3        | –       |
| 9      | Simon Møss                 | 23. September 1995 | Pivot    | FIF              |                       | 10     | 117    | 1        | –       |
| 3      | Emil Halkier               | 19. Oktober 1992   |          | HEI              |                       | 10     | 00–    | 2        | –       |
| 4      | Jeppe Villumsen            | 25. September 1995 |          | FIF              |                       | 10     | 002    | 3        | –       |

Nationaltrainer war Gorm Andersen. Mit * nominierte Spieler waren ursprünglich nominiert, kamen in Polen aber nicht zum Einsatz.

## Deutschland
| Nummer | Name             | Geburts- datum    | Position   | Handball-Verein             | Beachhandball- Verein                  | Spiele | Punkte | Zeitstr. | Platzv. |
| ------ | ---------------- | ----------------- | ---------- | --------------------------- | -------------------------------------- | ------ | ------ | -------- | ------- |
| 6      | Nico Rascher     |                   |            | SV Remshalden               | Die Otternasen                         |        |        |          |         |
| 26     | Moritz Ebert     | 26. Oktober 2000  | Torhüter   | HSG Konstanz                | Shotgunners Beach Sulzbach/Leidersbach |        |        |          |         |
| 25     | Erik Gülzow      | 25. April 1994    |            | TV Cloppenburg              | Nordlichter Oldenburg                  |        |        |          |         |
| 18     | Fynn Hangstein   | 23. März 2000     | Specialist | TBV Lemgo Lippe             | Shotgunners Beach Sulzbach/Leidersbach |        |        |          |         |
| 19     | Sebastian Jacobi | 21. August 1991   | Specialist | TSG Münster                 | BHC Beach & Da Gang Kelkheim-Münster   |        |        |          |         |
| 11     | Felix Karle      | 14. April 2000    |            | DJK Rimpar                  | Shotgunners Beach Sulzbach/Leidersbach |        |        |          |         |
| 2      | Stefan Mollath   | 10. April 1994    |            | TSG Münster                 | BHC Beach & Da Gang Kelkheim-Münster   |        |        |          |         |
| 15     | Emil Paulik      | 2000              |            | TSV Haunstetten             | Shotgunners Beach Sulzbach/Leidersbach |        |        |          |         |
| 17     | Hendrik Prahst   | 2000              |            | SG BBM Bietigheim-Bissingen | Die Otternasen                         |        |        |          |         |
| 74     | Colin Räbiger    | 19. Januar 1994   | Torhüter   | TuS Vinnhorst               | Nordlichter Oldenburg                  |        |        |          |         |
| 9      | Bastian Schwarz  | 29. Dezember 1995 |            | SG Bruchköbel               | BHC Beach & Da Gang Kelkheim-Münster   |        |        |          |         |
| 23     | Jörn Wolterink   | 31. Mai 1984      |            | SG Neuenhaus-Uelsen         | BC Sand Devils Minden                  |        |        |          |         |

Nationaltrainer war Konrad Bansa, Co-Trainer Kai Bierbaum. Nico Rascher ersetzte kurz vor Turnierstart den verletzten Maurice Dräger (TSV Hannover-Burgdorf/Nordlichter Oldenburg).

## Frankreich
| Nummer | Name               | Geburts- datum    | Position | Handball-Verein              | Beachhandball- Verein | Spiele | Punkte | Zeitstr. | Platzv. |
| ------ | ------------------ | ----------------- | -------- | ---------------------------- | --------------------- | ------ | ------ | -------- | ------- |
| 1      | Patrice Annonay    | 17. Mai 1979      | Torhüter | Tremblay-en-France Handball  |                       |        |        |          |         |
| 9      | Johan Boisedu      | 14. Dezember 1979 |          | US Ivry HB                   |                       |        |        |          |         |
| 47     | Jordan Bonilauri   | 23. Januar 1992   |          | Fenix Toulouse Handball      |                       |        |        |          |         |
| 8      | Hugo Bouteiller    | 18. April 2000    |          | Saint-Marcel Vernon Handball |                       |        |        |          |         |
| 92     | Nicolas Desbonnet  | 22. Februar 2002  |          | Frontignan Thau Handball     |                       |        |        |          |         |
| 22     | Rémi Desbonnet     | 28. Februar 1992  | Torhüter | USAM Nîmes                   |                       |        |        |          |         |
| 23     | Antoine Ferrandier | 17. Mai 1993      |          | US Créteil HB                |                       |        |        |          |         |
| 4      | Benjamin Gallego   | 24. November 1988 |          | USAM Nîmes                   |                       |        |        |          |         |
| 59     | Alexis Gilmé       | 10. April 2000    |          | Dunkerque HBGL               |                       |        |        |          |         |
| 6      | Quentin Puglièse   | 11. Januar 1997   |          | USAM Nîmes                   |                       |        |        |          |         |
| 90     | Horace Quintin     | 21. August 1999   |          | Pays D’Aix Université Club   |                       |        |        |          |         |
| 97     | Maxime Savonne     | 11. Januar 1997   | Rückraum | Montpellier Handball         |                       |        |        |          |         |

Cheftrainer war Mickaël Illes, Co-Trainer war Patrick Teyssier, Mannschaftsarzt war Gérard Juin, Physiotherapeut war Franck Lagnaux, Renaud Baldacci war Leiter der Delegation.

## Italien
| Nummer | Name                       | Geburts- datum  | Position | Handball-Verein | Beachhandball- Verein | Spiele | Punkte | Zeitstr. | Platzv. |
| ------ | -------------------------- | --------------- | -------- | --------------- | --------------------- | ------ | ------ | -------- | ------- |
| 01     | Samuele Bortolot           |                 |          |                 |                       | 10     | 010    | –        | –       |
| 02     | Michele Muoio              |                 |          |                 |                       | 10     | 011    | 5        | –       |
| 03     | Raul Bargelli              |                 |          |                 |                       | 09     | 008    | 1        | –       |
| 04     | Diego Strappini            |                 |          |                 |                       | 02     | –      | –        | –       |
| 06     | Alessio D'Attis            |                 |          |                 |                       | 10     | 049    | –        | –       |
| 07     | Francesco Aragona          |                 |          |                 |                       | 09     | 032    | 1        | –       |
| 08     | Christian Mitterrutzner    | 24. Januar 2001 | Pivot    | SSV Brixen      |                       | 10     | 117    | 2        | –       |
| 09     | Riccardo Di Giulio         |                 |          |                 |                       | 10     | 085    | –        | –       |
| 11     | Lukas Pikalek              |                 |          |                 |                       | 08     | 016    | –        | –       |
| 12     | Pape Elhadji Mokhtar Thiaw |                 |          |                 |                       | 10     | 002    | –        | –       |
| 13     | Dario Montalto             |                 |          |                 |                       | 02     | 002    | –        | –       |
| 14     | Riccardo Pivetta           |                 |          |                 |                       | 10     | 101    | –        | –       |

- Trainer: Pasquale Malatino & Vincenzo Malatino
- Co-Trainer: Stefano Chirone
- Betreuer: Alessandro Chelini
- Mannschaftsarzt: Federico Morelli

## Kroatien
| Nummer | Name             | Geburts- datum | Position | Handball-Verein | Beachhandball- Verein | Spiele | Punkte | Zeitstr. | Platzv. |
| ------ | ---------------- | -------------- | -------- | --------------- | --------------------- | ------ | ------ | -------- | ------- |
| 5      | Ivan Jurić       |                |          |                 |                       | 10     | 056    | 5 (1)    | –       |
| 14     | Ivan Ćurković    |                |          |                 |                       | 10     | 052    | –        | –       |
| 3      | Tomislav Lauš    |                |          |                 |                       | 10     | 0–     | 3        | –       |
| 8      | Domagoj Grahovac |                |          |                 |                       | 10     | 0–     | –        | –       |
| 4      | Josip Matezović  |                |          |                 |                       | 10     | 021    | 2        | –       |
| 10     | Dominik Marković |                |          |                 |                       | 10     | 0–     | –        | –       |
| 11     | Ivan Dumenčić    |                |          |                 |                       | 10     | 093    | –        | –       |
| 9      | Lucian Bura      |                |          |                 |                       | 10     | 141    | –        | –       |
| 13     | Josip Leko       |                |          |                 |                       | 10     | 002    | 2 (2)    | –       |
| 7      | Matej Semren     |                |          |                 |                       | 10     | 104    | 1        | –       |

- Trainer: Mladen Paradžik
- Co-Trainer: Mario Močilac
- Betreuer: Goran Krušelj
- Teammanager: Siniša Ostoić

Josip Topić, Nikola Marciuš und Mateo Budić waren ursprünglich nominiert, kamen aber nicht zum Einsatz. Nachnominiert wurde indes Matej Semren.

## Montenegro
| Nummer | Name                   | Geburts- datum | Position | Verein                   | Spiele | Punkte | Zeitstr. | Platzv. |
| ------ | ---------------------- | -------------- | -------- | ------------------------ | ------ | ------ | -------- | ------- |
| 1      | Haris Suljević         |                |          | Budvanska rivijera Budva | 9      | 03     | –        | –       |
| 4      | Nikola Babović         |                |          | Jedinstvo                | 9      | 24     | 2        | –       |
| 5      | Milun Danić            |                |          | Jedinstvo                | 9      | 04     | 3        | –       |
| 7      | Nemanja Barac          |                |          | Jedinstvo                | 9      | 38     | 4 (1)    | –       |
| 8      | Slobodan Zonjić        |                |          | Jedinstvo                | 9      | 30     | –        | –       |
| 11     | Nemanja Đurašković     |                |          | Ivangrad                 | 9      | 02     | 1 (1)    | –       |
| 12     | Aleksandar Kastratović |                |          | Komovi                   | 9      | 02     | 1        | –       |
| 14     | Bojan Varagić          |                |          | Jedinstvo                | 9      | 18     | 2 (1)    | –       |
| 15     | Vladan Kastratović     |                |          | Komovi                   | 9      | 31     | 4        | –       |
| 90     | Milija Kastratović     |                |          | Komovi                   | 9      | 46     | 1        | –       |

- Trainer: Željko Rmandić[6]
- Co-Trainer: Bojan Deretić
- Betreuer: Srđan Radunović
- Delegationsleiter: Maksim Šćekić

## Nordmazedonien
| Nummer | Name                   | Geburts- datum | Position | Handball-Verein | Beachhandball- Verein | Spiele | Punkte | Zeitstr. | Platzv. |
| ------ | ---------------------- | -------------- | -------- | --------------- | --------------------- | ------ | ------ | -------- | ------- |
| 01     | Aleksander Stojanovski |                |          |                 |                       |        |        |          |         |
| 03     | Cvetan Kuzmanoski      |                |          |                 |                       |        |        |          |         |
| 04     | Hristijan Krstanoski   |                |          |                 |                       |        |        |          |         |
| 05     | Martin Ivanovski       |                |          |                 |                       |        |        |          |         |
| 16     | Dario Alushovski       |                |          |                 |                       |        |        |          |         |
| 44     | Kristijan Trajkovski   |                |          |                 |                       |        |        |          |         |
| 55     | Stefan Drogrishki      |                |          |                 |                       |        |        |          |         |
| 65     | Stefan Koloski         |                |          |                 |                       |        |        |          |         |
| 66     | Bojan Madjovski        |                |          |                 |                       |        |        |          |         |
| 99     | Filip Arsenovski       |                |          |                 |                       |        |        |          |         |

- Trainer: Sasho Srbinoski
- Co-Trainer: Naum Taneski
- Betreuer: Darko Kjitanoski; Ivan Josifovski

## Norwegen
| Nummer | Name                               | Geburts- datum | Position | Handball-Verein     | Beachhandball- Verein | Spiele | Punkte | Zeitstr. | Platzv. |
| ------ | ---------------------------------- | -------------- | -------- | ------------------- | --------------------- | ------ | ------ | -------- | ------- |
| 10     | Simen Westby Johansen              |                |          | Falk Horten         |                       |        |        |          |         |
| 29     | Stian Russeltvedt                  |                |          | Tjølling IF         |                       |        |        |          |         |
| 21     | Chris Gulliksen                    |                |          | HG Gokstad          |                       |        |        |          |         |
| 91     | Kristoffer Henriksen               |                |          | Halden Topphåndball |                       |        |        |          |         |
|        | Espen Røhmer                       |                |          | Runar Sandefjord    |                       |        |        |          |         |
| 7      | Christian Daviknes                 |                |          | OSI                 |                       |        |        |          |         |
| 26     | Fredrik Svendsen                   |                |          | Sandefjord håndball |                       |        |        |          |         |
| 13     | Håkon Økern                        |                |          | ROS IL              |                       |        |        |          |         |
| 6      | Tobias Glemming                    |                |          | Runar IL            |                       |        |        |          |         |
| 69     | Marius Relte                       |                |          | OSI                 |                       |        |        |          |         |
| 94     | Chris André Beilegaard Inglingstad |                |          | Nordstrand          |                       |        |        |          |         |
| 20     | Sondre Gjerdalen                   |                |          | Storhamar           |                       |        |        |          |         |

Nationaltrainer war Anders Pettersen, Co-Trainer Stig Robert Bekkelund.

## Polen
| Nummer | Name               | Geburts- datum | Position | Handball-Verein             | Beachhandball- Verein | Spiele | Punkte | Zeitstr. | Platzv. |
| ------ | ------------------ | -------------- | -------- | --------------------------- | --------------------- | ------ | ------ | -------- | ------- |
| 44     | Mikołaj Czapliński |                |          | SPR Wisła Płock             |                       |        |        |          |         |
| 5      | Maciej Fabianowicz |                |          | SPR Wisła Płock             |                       |        |        |          |         |
| 38     | Paweł Kowalski     |                |          | SPR Wisła Płock             |                       |        |        |          |         |
| 10     | Marcin Matyjasik   |                |          | UKS Anilana Łódź            |                       |        |        |          |         |
| 9      | Marcin Miedziński  |                |          | SPR Stal Mielec             |                       |        |        |          |         |
| 24     | Łukasz Niedzielak  |                |          | BHT Auto Forum Petra Płock  |                       |        |        |          |         |
| 22     | Mateusz Orłowski   |                |          | MKS Grudziądz               |                       |        |        |          |         |
| 16     | Maciej Pieńczewski |                |          | Arka Gdynia                 |                       |        |        |          |         |
| 32     | Miłosz Rupp        |                |          | SPR Wisła Płock             |                       |        |        |          |         |
| 23     | Konrad Szczukocki  |                |          | BHT GRU Juko Piotrków Tryb. |                       |        |        |          |         |
| 51     | Bartosz Wojdak     |                |          | Energa MKS Kalisz           |                       |        |        |          |         |
| 1      | Łukasz Zakreta     |                |          | Energa MKS Kalisz           |                       |        |        |          |         |

Reservespieler
| Nummer | Name               | Geburts- datum | Position | Handball-Verein      | Beachhandball- Verein | Spiele | Punkte | Zeitstr. | Platzv. |
| ------ | ------------------ | -------------- | -------- | -------------------- | --------------------- | ------ | ------ | -------- | ------- |
|        | Kacper Ligarzewski |                |          | NLO SMS ZPRP Gdańsk  |                       |        |        |          |         |
|        | Mateusz Matlach    |                |          | MKS Nielba Wągrowiec |                       |        |        |          |         |

Nationaltrainer war Jarosław Knopik, zum weiteren Betreuerstab gehörten der Statistiker Mikołaj Krekora, der Physiotherapeut Krzysztof Strugała und der Teambetreuer Artur Niesłuchowski.

## Portugal
| Nummer | Name             | Geburts- datum | Position    | Handball-Verein | Beachhandball- Verein | Spiele | Punkte | Zeitstr. | Platzv. |
| ------ | ---------------- | -------------- | ----------- | --------------- | --------------------- | ------ | ------ | -------- | ------- |
| 01     | José Nuno Silva  |                |             |                 |                       | 8      | 59     | –        | –       |
| 03     | Diogo Ferreira   | 17. Juni 2001  | Außen links | FC Gaia         | GRD Leça              | 9      | 85     | –        | –       |
| 05     | Rui Rodrigues    |                |             |                 |                       | 9      | 40     | 2        | –       |
| 06     | André Gomes      |                |             |                 |                       | 9      | 50     | –        | –       |
| 07     | Pedro Ribeiro    |                |             |                 |                       | 6      | 02     | 3 (1)    | –       |
| 12     | Hugo Melo        |                |             |                 |                       | 9      | 25     | 2        | –       |
| 14     | Ricardo Castro   |                |             |                 |                       | 9      | 02     | –        | –       |
| 18     | João Pinhal      |                |             |                 |                       | 9      | 84     | –        | –       |
| 19     | Tomás Van Zeller |                |             |                 |                       | 9      | 36     | 1 (1)    | –       |
| 20     | João Pinho       |                | Torhüter    |                 |                       | 9      | 14     | –        | –       |

- Trainer: Paulo Félix
- Co-Trainer: Paulo Coelho
- Érica Balseiro: Physiotherapeut
- Mário Bernardes: Beachhandball-Koordinator[9]

## Rumänien
| Nummer | Name                      | Geburts- datum     | Position | Handball-Verein           | Beachhandball- Verein | Spiele | Punkte | Zeitstr. | Platzv. |
| ------ | ------------------------- | ------------------ | -------- | ------------------------- | --------------------- | ------ | ------ | -------- | ------- |
| 01     | Dan Mihai Rohozneanu      | 17. September 1984 |          | CSM Reșița                |                       | 05     | 10     | –        | –       |
| 02     | Raul Ostace               | 18. Januar 2001    |          | HCD Constanța             |                       | 10     | 91     | –        | –       |
| 03     | Ștefan Moroșanu           | 11. April 2000     |          | HC Dobrogea Sud Constanța |                       | 07     | 24     | –        | –       |
| 08     | Szilárd Orbán             | 17. November 1989  | Torhüter |                           |                       | 08     | 02     | 1        | –       |
| 09     | Andrei Robert Popa        | 15. April 1986     |          | CSM Valsui                |                       | 09     | 02     | 4        | –       |
| 10     | Eduard Belghite           |                    |          | CSM Reșița                |                       | 09     | 65     | 2        | –       |
| 11     | Gabriel Cristian Ilie     | 11. März 2001      |          | CSM Făgăraș               |                       | 10     | 92     | 2 (1)    | –       |
| 12     | Radu Teodor Turturică     | 20. Februar 2000   | Torhüter | LPS Piatra Neamț          |                       | 05     | 0–     | –        | –       |
| 15     | Robert Fekete             | 10. April 1997     |          | Szeijke Odorhei           |                       | 10     | 96     | –        | –       |
| 16     | Emilian Stefan Marocico   | 23. Dezember 1988  |          | CSM Focșani               |                       | 07     | 02     | –        | –       |
| 18     | Cristopher Sebastien Iozu | 12. April 1997     |          | CSM Valsui                |                       | 10     | 10     | 4 (1)    | –       |
| 19     | Alexandru Tălmaciu        | 18. Juni 1998      |          | CNOT Brașov               |                       | 10     | 04     | 2        | –       |

Im vorläufigen Aufgebot standen zunächst auch Andrei Sora (CNOT Brașov) und Andrei Păun (CSU Craiova).
- Nationaltrainer: Aihan Omer[10]
- Co-Trainer: Iuliu Florin Dima

## Russland
| Nummer | Name               | Geburts- datum | Position | Handball-Verein | Beachhandball- Verein | Spiele | Punkte | Zeitstr. | Platzv. |
| ------ | ------------------ | -------------- | -------- | --------------- | --------------------- | ------ | ------ | -------- | ------- |
| 1      | Anton Sabolotski   |                | Torhüter | Stawropol       |                       | 10     | 004    | –        | –       |
| 6      | Pawel Kijaschko    |                | Torhüter | Krasnodar       |                       | 03     | 00–    | –        | –       |
| 18     | Maxim Jesman       |                |          | Krasnodar       |                       | 10     | 008    | 4        | –       |
| 11     | Roman Kalaschnikow |                |          | Krasnodar       |                       | 10     | 086    | 2        | –       |
| 7      | Jegor Kotschura    |                |          | Krasnodar       |                       | 10     | 111    | –        | –       |
| 69     | German Manukol     |                |          | Krasnodar       |                       | 10     | 024    | 1        | –       |
| 12     | Jewgeni Swestula   |                |          | Krasnodar       |                       | 10     | 018    | 6 (1)    | –       |
| 3      | Oleg Kriwenko      |                |          | Stawropol       |                       | 06     | 002    | 3 (2)    | –       |
| 16     | Kirill Morosow     |                |          | Stawropol       |                       | 07     | 00–    | –        | –       |
| 5      | Anton Otresow      |                |          | Stawropol       |                       | 05     | 017    | –        | –       |
| 50     | Konstantin Winokur |                |          | Belgorod        |                       | 09     | 070    | –        | –       |
| 13     | Igor Nekljudow     |                |          | Belgorod        |                       | 10     | 110    | –        | –       |

- Nationaltrainer: Wladimir Kalaschnikow[11]
- Co-Trainer: Wladimir Poletajew
- Betreuer: Olga Chaikina und Artyom Nikitenko

## Schweden
| Nummer | Name                | Geburts- datum    | Position       | Handball-Verein | Beachhandball- Verein | Spiele | Punkte | Zeitstr. | Platzv. |
| ------ | ------------------- | ----------------- | -------------- | --------------- | --------------------- | ------ | ------ | -------- | ------- |
| 1      | August Elmberg      | 10. November 1992 | Torhüter       | AIK             | Göteborg BHC          |        |        |          |         |
| 16     | Peter Stelleck      | 9. März 1991      | Torhüter       |                 | Göteborg BHC          |        |        |          |         |
| 11     | Niklas Ekberg       | 10. Februar 1990  | linker Flügel  |                 | Göteborg BHC          |        |        |          |         |
| 8      | Erik Wessberg       | 8. Februar 1988   | linker Flügel  |                 | Göteborg BHC          |        |        |          |         |
| 2      | Jesper Knutsson     | 7. Juli 1987      | Specialist     |                 | Göteborg BHC          |        |        |          |         |
|        | Samuel Dahlin       |                   | Specialist     |                 | Borlänge HK           |        |        |          |         |
| 30     | Martin Käck         | 30. Dezember 1990 | rechter Flügel |                 | HK Ankaret            |        |        |          |         |
| 4      | Hampus Dahlqvist    | 1. Februar 1992   | rechter Flügel |                 | Torslanda HK          |        |        |          |         |
| 10     | Henrik Dahlberg     | 28. Juli 1992     | Defensive      |                 | Göteborg BHC          |        |        |          |         |
| 22     | Rasmus Dovsjö       | 5. Oktober 1995   | Defensive      |                 | Kuststadens HK        |        |        |          |         |
| 13     | Christoffer Mässing | 27. März 1992     |                |                 | Göteborg BHC          |        |        |          |         |

Nationaltrainerin war Heléne Bernhardtz.

## Schweiz
| Nummer | Name               | Geburts- datum | Position | Handball-Verein | Beachhandball- Verein | Spiele | Punkte | Zeitstr. | Platzv. |
| ------ | ------------------ | -------------- | -------- | --------------- | --------------------- | ------ | ------ | -------- | ------- |
| 03     | Matti Schildknecht |                |          |                 |                       |        |        |          |         |
| 04     | Raphael Hofer      |                |          | TV Pratteln NS  |                       |        |        |          |         |
| 07     | Benjamin Blumer    |                |          |                 |                       |        |        |          |         |
| 10     | Dominik Wüst       |                |          |                 |                       |        |        |          |         |
| 12     | Lukas Häberli      |                |          |                 |                       |        |        |          |         |
| 13     | Tom Althaus        |                |          |                 |                       |        |        |          |         |
| 14     | Manuel Bamert      |                |          |                 |                       |        |        |          |         |
| 15     | Patrick Gehri      |                |          |                 |                       |        |        |          |         |
| 16     | Christian Arnosti  |                |          |                 |                       |        |        |          |         |
| 19     | Nino Gruber        |                |          |                 |                       |        |        |          |         |
| 21     | Benjamin Echaud    |                |          |                 |                       |        |        |          |         |
| 23     | Beat Röthlisberger |                |          |                 |                       |        |        |          |         |

- Trainer: Christian Simon Stampfli
- Co-Trainer: Bernhard Hofer
- Betreuer: Tino Maurer

## Serbien
| Nummer | Name               | Geburts- datum | Position   | Handball-Verein | Beachhandball- Verein | Spiele | Punkte | Zeitstr. | Platzv. |
| ------ | ------------------ | -------------- | ---------- | --------------- | --------------------- | ------ | ------ | -------- | ------- |
| 08     | Milorad Teodorović |                |            |                 |                       |        |        |          |         |
| 10     | Stevan Simić       |                | Torhüter   |                 |                       |        |        |          |         |
| 11     | Ivan Voksi         |                |            |                 |                       |        |        |          |         |
| 13     | Ivan Dimitrijević  |                |            |                 |                       |        |        |          |         |
| 14     | Vladimir Tomić     |                | Specialist |                 |                       |        |        |          |         |
| 15     | Branko Radaković   |                |            |                 |                       |        |        |          |         |
| 17     | Marko Pavlović     |                | Specialist |                 |                       |        |        |          |         |
| 18     | Rastko Anicić      |                |            |                 |                       |        |        |          |         |
| 20     | Nikola Perleta     |                |            |                 |                       |        |        |          |         |
| 21     | Milan Radovanović  |                | Torhüter   |                 |                       |        |        |          |         |
| 22     | Mladen Šotić       |                |            |                 |                       |        |        |          |         |
| 24     | Veljko Milošević   |                |            |                 |                       |        |        |          |         |

- Trainer: Daniel Petković
- Co-Trainer: Darko Milosević
- Betreuerin: Miralem Becirović

## Slowenien
| Nummer | Name                 | Geburts- datum | Position | Handball-Verein | Beachhandball- Verein | Spiele | Punkte | Zeitstr. | Platzv. |
| ------ | -------------------- | -------------- | -------- | --------------- | --------------------- | ------ | ------ | -------- | ------- |
| 01     | Nik Hvala Stojanović |                |          |                 |                       |        |        |          |         |
| 07     | Žiga Matajič         |                |          |                 |                       |        |        |          |         |
| 09     | Jan Maroh            |                |          |                 |                       |        |        |          |         |
| 10     | Aleš Cunjac          |                |          |                 |                       |        |        |          |         |
| 11     | Jan Setnikar         |                |          |                 |                       |        |        |          |         |
| 16     | Maj Kromar           |                |          |                 |                       |        |        |          |         |
| 23     | Žan Silovšek         |                |          |                 |                       |        |        |          |         |
| 31     | Urh Brana            |                |          |                 |                       |        |        |          |         |
| 34     | Miha Pučnik          |                |          |                 |                       |        |        |          |         |
| 57     | Herman Leskovar      |                |          |                 |                       |        |        |          |         |
| 77     | Rok Setnikar         |                |          |                 |                       |        |        |          |         |

- Trainer Mateja Kavčič[13]
- Co-Trainer: Matej Marinac
- Betreuer: Jaka Peterlin; Ana Valant

## Spanien
| Nummer | Name                            | Geburts- datum    | Position | Handball-Verein | Beachhandball- Verein | Spiele | Punkte | Zeitstr. | Platzv. |
| ------ | ------------------------------- | ----------------- | -------- | --------------- | --------------------- | ------ | ------ | -------- | ------- |
| 3      | Elhji Toure Jabby               | 28. Mai 1988      |          |                 |                       |        |        |          |         |
| 4      | José Miguel Sánchez Malia       |                   |          |                 |                       |        |        |          |         |
| 5      | Alberto Castro Duarte           | 13. Juli 1994     |          |                 |                       |        |        |          |         |
| 7      | Gonzalo Cervera Pérez de Vargas | 29. April 1992    |          |                 |                       |        |        |          |         |
| 10     | Adriá Ortolá López              | 14. Juli 1994     |          |                 |                       |        |        |          |         |
| 12     | Carlos Calle Lobo               | 22. Dezember 1994 |          |                 |                       |        |        |          |         |
| 13     | Antonio Jesús Espada Carrillo   | 8. Mai 1995       |          |                 |                       |        |        |          |         |
| 18     | Juan Antonio Vázquez Diz        | 23. November 1983 |          | Puente Genil    |                       |        |        |          |         |
| 22     | Ramón Fuentes Zamora            | 20. Januar 1990   |          |                 |                       |        |        |          |         |
| 39     | Carles Asensio Cambra           | 10. August 1997   |          |                 |                       |        |        |          |         |

Nationaltrainer war Jaime Osborne Fernández, Co-Trainer Tomás Jesús Ramírez Tirado.

## Türkei
| Nummer | Name                 | Geburts- datum    | Position | Handball-Verein | Beachhandball- Verein | Spiele | Punkte | Zeitstr. | Platzv. |
| ------ | -------------------- | ----------------- | -------- | --------------- | --------------------- | ------ | ------ | -------- | ------- |
| 01     | Alperen Başer        |                   |          |                 |                       | 10     | 00−    | 4 (2)    | −       |
| 02     | Ümit Kırkayak        | 3. Juni 1985      |          |                 |                       | 01     | 00−    | −        | −       |
| 03     | Arif Ufuk Çalık      | 24. Februar 1986  |          |                 |                       | 07     | 002    | −        | −       |
| 05     | Çetin Çelik          | 1. April 1987     |          |                 |                       | 10     | 016    | 3 (1)    | −       |
| 07     | Osman Zeki Tepekurdu | 24. Dezember 1987 |          |                 |                       | 03     | 00−    | −        | −       |
| 08     | Ramazan Mutlu        | 7. Februar 1995   |          |                 |                       | 10     | 008    | −        | −       |
| 09     | Ozan Erdoğan         | 5. September 1997 |          |                 |                       | 10     | 073    | 1        | −       |
| 10     | Cemal Kütahya        | 12. Juni 1990     | Pivot    |                 |                       | 10     | 172    | 3 (1)    | −       |
| 11     | Tahir İlkbahar       | 15. Dezember 1996 |          |                 |                       | 10     | 098    | −        | −       |
| 12     | Gökhan Şanlı         | 1. Januar 1988    |          |                 |                       | 10     | 004    | −        | −       |
| 13     | Yakup Yaşar Simsar   | 29. April 1994    |          |                 |                       | 09     | 070    | −        | −       |
| 14     | Mehmet Emre          | 8. Juli 1995      | Torwart  |                 |                       | 10     | 004    | −        | −       |

- Trainer: Akın Yenigün
- Co-Trainerin: Seyhan Kaljoshi
- Betreuer: Namık Dalgakıran
- Physiotherapeut: Enis Gözümoğlu

## Ukraine
| Nummer | Name                  | Geburts- datum | Position | Handball-Verein | Beachhandball- Verein | Spiele | Punkte | Zeitstr. | Platzv. |
| ------ | --------------------- | -------------- | -------- | --------------- | --------------------- | ------ | ------ | -------- | ------- |
| 01     | Yuriy Shamrylo        |                |          |                 |                       | 10     | 00–    | –        | –       |
| 02     | Taras Minotskyi       |                |          |                 |                       | 10     | 038    | –        | –       |
| 03     | Vladyslav Parovinchak |                |          |                 |                       | 09     | 037    | –        | –       |
| 04     | Mykyta Syvak          |                |          |                 |                       | 03     | 006    | –        | –       |
| 05     | Igor Kopyshynskyi     |                |          |                 |                       | 10     | 140    | 2        | –       |
| 06     | Pavlo Lysobei         |                |          |                 |                       | 10     | 048    | –        | –       |
| 07     | Georgii Gordiienko    |                |          |                 |                       | 01     | 00–    | –        | –       |
| 08     | Mykola Shnyt          |                |          |                 |                       | 10     | 00–    | 5 (1)    | –       |
| 09     | Rostyslav Polishchuk  |                |          |                 |                       | 07     | 011    | –        | –       |
| 10     | Vitaliy Horovyi       |                |          |                 |                       | 10     | 089    | 2        | –       |
| 11     | Zakhar Denysov        |                |          |                 |                       | 10     | 008    | 2        | –       |
| 12     | Bogdan Panchenko      |                |          |                 |                       | 10     | 00–    | 1        | –       |

- Nationaltrainer: Oleg Sych
- Co-Trainer: Sergiy Gordiyenko
- Betreuer: Oleksandr Kostrykov

## Ungarn
| Nummer | Name             | Geburts- datum     | Position   | Handball-Verein        | Beachhandball- Verein   | Spiele | Punkte | Zeitstr. | Platzv. |
| ------ | ---------------- | ------------------ | ---------- | ---------------------- | ----------------------- | ------ | ------ | -------- | ------- |
| 97     | Ádám Balogh      | 6. November 1997   | Torwart    |                        | Orosházi FKSE Hír Sat   | 10     | 2      |          |         |
| 15     | Norbert Gyene    | 18. April 1994     | Flügel     | Orosházi FKSE          | Dinamit BHC             | 10     | 116    | 1        | –       |
| 47     | Péter Hajdú      | 4. Juni 1995       |            |                        |                         | 09     | 00–    | 5        | –       |
| 23     | András John      | 16. August 1990    | Flügel     |                        | Orosházi FKSE Hír Sat   | 09     | 121    | 1        | –       |
| 24     | Attila Kun       | 12. Mai 1994       | Pivot      | HSC Kreuzlingen        | Orosházi FKSE Hír Sat   | 10     | 096    | –        | –       |
| 8      | Viktor Melnicsuk | 31. August 2001    | Specialist | KC Veszprém            |                         | 09     | 028    | –        | –       |
| 75     | Alex Németh      | 18. September 1998 |            |                        |                         | 04     | 006    | –        | –       |
| 33     | Bence Priczel    | 27. Juli 1993      | Pivot      |                        | Orosházi FKSE Hír Sat   | 07     | 010    | 5 (1)    | –       |
| 62     | Roland Tokai     | 30. Oktober 1994   |            |                        |                         | 03     | 014    | –        | –       |
| 1      | Norbert Vitáris  | 1. Januar 1990     | Torhüter   | Szigetszentmiklósi KSK | Budaörs Beach Stars BHC | 10     | 010    | 1        | –       |
| 7      | Patrik Vizes     | 13. Januar 1994    | Rückraum   | TV Möhlin              | Orosházi FKSE Hír Sat   | 10     | 064    | –        | –       |
| 11     | Bence Zakics     | 8. Januar 1994     | Pivot      | Dabas KK               | Orosházi FKSE Hír Sat   | 09     | 00–    | 1        | –       |

- Nationaltrainer: István Gulyás
- Co-Trainer: Tamás Hajdú (ehemaliger Nationalspieler und Vize-Europameister von 2006)[14]
- Physiotherapeutin: Lászlóné Fekete
- Betreuer: Róbert Kis

## Belege
1. ↑  dhf.dk: 12 beachherrer udtaget til EM 2019 i Polen. Abgerufen am 26. Juni 2019.
2. ↑  handball-world: Beachhandball: Nationaltrainer Konrad Bansa gibt Kader für Europameisterschaft bekannt. Abgerufen am 23. Juni 2019.
3. ↑  handball-world: Beach-EM: Kaderwechsel bei Männer-Nationalmannschaft. Abgerufen am 2. Juli 2019.
4. ↑  fean73: Beach – Les Bleus à l'assaut de l'Euro 2019. Abgerufen am 30. Juni 2019 (französisch).
5. ↑  Pripreme pjeskaša i pjeskašica juniorske i seniorske reprezentacije. In: Rukomet na pijesku u Hrvatskoj. Abgerufen am 27. Juni 2019 (kroatisch).
6. ↑  Crnogorski rukometaši na Evropskom prvenstvu na pijesku - CdM. Abgerufen am 13. Februar 2022 (amerikanisches Englisch).
7. ↑  handball.no: Uttak til Beach-EM for menn i Polen. Abgerufen am 26. Juni 2019.
8. ↑  29 Cze 2019 |: Znamy składy reprezentacji! | Beach Handball EURO 2019. Archiviert vom Original am 6. August 2019; abgerufen am 29. Juni 2019 (polnisch).
9. ↑  https://portal.fpa.pt/seleccoes/selecao-a-adp-masculina/
10. ↑  HANDBAL - Naționalele de beach-handball ale României sunt prezente la EBT Finals 2019. In: eMaramures. 5. Juni 2019, abgerufen am 7. Juli 2021 (rumänisch).
11. ↑  rushandball.ru: Сборные России по пляжному гандболу. Накануне польского Евро. Abgerufen am 28. Juni 2019.
12. ↑  handbollskanalen.se: Sverige redo för beach-EM – Rasmus Dovsjö: ”Vill ta medalj”. Abgerufen am 28. Juni 2019.
13. ↑  MOŠKI - RZS - Rokometna zveza Slovenije. Abgerufen am 11. September 2022.
14. ↑  keziszovetseg.hu: Rajt a strandkézilabda Eb-n. Abgerufen am 28. Juli 2019.